# Fagradalsfjall (berg i Island, Suðurland)
Fagradalsfjall är ett berg i republiken Island. Det ligger i regionen Suðurland, i den sydvästra delen av landet, 80 km öster om huvudstaden Reykjavík. Toppen på Fagradalsfjall är 614 meter över havet, eller 60 meter över den omgivande terrängen. Bredden vid basen är 0,50 km.
Trakten runt Fagradalsfjall är nära nog obefolkad, med mindre än två invånare per kvadratkilometer. Det finns inga samhällen i närheten. Trakten runt Fagradalsfjall består i huvudsak av gräsmarker.